# 三好 (弥富市)
三好（みよし）は、愛知県弥富市の地名。三好一丁目から三好五丁目と、三好町に字が4つある。

## 地理

### 字一覧
- 三好町一ノ割（みよしちょういちのわり）[WEB 5]
- 三好町二ノ割（みよしちょうにのわり）[WEB 5]
- 三好町三ノ割（みよしちょうさんのわり）[WEB 5]
- 三好町四ノ割（みよしちょうよんのわり）[WEB 5]

## 歴史

### 人口の変遷
国勢調査による人口および世帯数の推移。
| 1995年（平成7年）  | 68世帯 298人 |  |
| 2000年（平成12年） | 70世帯 278人 |  |
| 2005年（平成17年） | 88世帯 337人 |  |
| 2010年（平成22年） | 28世帯 103人 |  |
| 2015年（平成27年） | 31世帯 116人 |  |

### 沿革
- 2006年（平成18年）4月1日 - 市制施行に伴い、海部郡弥富町大字三好の字イノ割を三好一丁目、字ロノ割を三好二丁目、字ハノ割を三好三丁目、字ニノ割を三好四丁目、字ホノ割を三好五丁目、字一ノ割を三好町一ノ割、字二ノ割を三好町二ノ割、字三ノ割を三好町三ノ割、字四ノ割を三好町四ノ割にそれぞれ改称[WEB 5]。

## 交通
- 国道23号

### WEB
1. ↑  “愛知県弥富市の町丁・字一覧”.   人口統計ラボ. 2022年12月12日閲覧。
2. 1 2  総務省統計局 (2017年1月27日). “平成27年国勢調査の調査結果(e-Stat) - 男女別人口及び世帯数 －町丁・字等” (CSV). 2021年7月21日閲覧。
3. ↑  “愛知県弥富市の郵便番号一覧”.   日本郵便. 2022年12月12日閲覧。
4. ↑  “市外局番の一覧” (PDF).   総務省 (2022年3月1日). 2022年3月22日閲覧。
5. 1 2 3 4 5  弥富市役所 総務部 総務課 行政グループ (2015年2月19日). “弥富市住所一覧  旧弥富町” (pdf).   弥富市. 2022年12月12日閲覧。
6. ↑  総務省統計局 (2014年3月28日). “平成7年国勢調査の調査結果(e-Stat) - 男女別人口及び世帯数 －町丁・字等” (CSV). 2021年7月20日閲覧。
7. ↑  総務省統計局 (2014年5月30日). “平成12年国勢調査の調査結果(e-Stat) - 男女別人口及び世帯数 －町丁・字等” (CSV). 2021年7月20日閲覧。
8. ↑  総務省統計局 (2014年6月27日). “平成17年国勢調査の調査結果(e-Stat) - 男女別人口及び世帯数 －町丁・字等” (CSV). 2021年7月21日閲覧。
9. ↑  総務省統計局 (2012年1月20日). “平成22年国勢調査の調査結果(e-Stat) - 男女別人口及び世帯数 －町丁・字等” (CSV). 2021年7月21日閲覧。